# Cirsium alsophilum
Cirsium alsophilum là một loài thực vật có hoa trong họ Cúc. Loài này được (Pollini) Soldano mô tả khoa học đầu tiên năm 1994.